# Acanthurus sohal
Acanthurus sohal är en fisk som förekommer endemiskt i Röda havet och kan bli upp till 40 cm. Dess slående blå och vita horisontella ränder har gjort den till vad många anser som "affischfisken" för Röda havets revmiljön. Det är även en värderad akvariefisk.
Det svenska trivialnamnet Sohalkirurg används för arten.

## Egenskaper
Sohalkirurg är liksom andra arter i familjen komprimerad i sidled, vilket gör den extremt manövrerbar och snabb längs reven i havet. Den har en horisontell, bladliknande taggrad längs kroppen på båda sidor, som viks in och pekar framåt mot huvudet. Under försvar och aggression vippar den taggraden ut mot andra fiskar eller inkräktare och orsakar fysisk skada. Fisken har fått sitt namn efter denna skalpelliknande taggrad.
Fiskens primära diet består mestadels av vegetabiliskt material, men innehåller ibland kött från andra djur. Sohalkirurg har varit känd för att angripa musslor och mjuka polypdjur och steniga koraller.
Fiskens habitat omfattar alla revmiljöer i Röda havet, ner till 30 meter eller djupare. Den är en av de mest aggressiva kirurgfiskarna, och i kombination med sin stora storlek är den en dominerande fisk längs Röda havets rev.

## I akvariet
Fisken behöver mycket utrymme och är en konstant betare av marina makroalger. Dess medfödda dominerande och aggressiva karaktär gör att endast ett expemlar bör finnas i varje akvarium. Om den är frisk bör den som akvariefisk kunna leva i upp till 10–15 år.